# Аветисян, Дживан Игнатович
Дживан Игнатович Аветисян (арм. Ջիվան Իգնատի Ավետիսյան; род. 19 ноября 1981 года) — армянский кинорежиссёр.

## Биография
Родился в Гюмри, вырос в Степанакерте, сейчас живёт в Ереване. В 1993—1997 годах он посещал театральную группу детского творческого центра в Степанакерте. В 1998 году Дживан закончил степанакертскую среднюю школу № 9 им. Ованеса Туманяна. В 1998—1999 годах проходил режиссёрские курсы на Общественном телевидении РА. В 1999—2001 годах Аветисян служил в Армии обороны Республики Арцах (непризнанной Нагорно-Карабахской Республики). В 2002—2007 годах учился в Ереванском государственном институте театра и кино на режиссёра художественных фильмов.
В 1996—1997 годах работал в Степанакертском драматическом театре имени Ваграма Папазяна. С 1998 по 1999 год — специалистом по освещению на Степанакертском телевидении. Позже Дживан Аветисян был директором телевизионных программ. В 2003—2009 годах работал режиссёром фильмов и телевизионных программ в телекомпании «Еркир Медиа». С 2009 по 2014 год он был главным режиссёром в той же телекомпании. С 2014 года является директором культурного фонда «Фиш ай Арт».

## Фильмография

### Игровые фильмы
- 1999 — Моя первая любовь
- 2001 — Иллюзия
- 2006 — Незаметная Жизнь
- 2007 — Мирный рассвет в Арцахе
- 2010 — Найденная Мечта
- 2013 — Прерванное детство
- 2014 — Теваник[3]
- 2016 — Последний житель[4][5]
- 2019 — Врата в Рай

### Документальные фильмы
- 2004 — Навстречу ветру
- 2005 — По тропам собственной истории
- 2009 — Скрытые армяне
- 2009 — Промоушн фильмы.
- 2009 — Тлеющий фитиль
- 2010 — Протокольная ловушка
- 2010 — Жизненные действия
- 2010 — Четвертованный крест
- 2010 — Разделенная пара
- 2010 — Спасенный осколок
- 2010 — Вражеский молот
- 2011 — Армяне из Мрав до реки Аракс
- 2011 — Карабах — скрытое сокровище
- 2012 — Дорога к…

## Фестивали и награды
- «Золотой абрикос» — Международный кинофестиваль (2006,2007,2013) — «Режиссёры без границ».
- Тбилисский институт по освещению войны и мира, Практическая подготовка и конкурс «Война и пресса» (2009).
- В 2005 году он принял участие в международном молодежном фестивале «Это-я» в Ереване с фильмом «Навстречу ветру» и получил диплом .
- Лауреат международного фестиваля «Лучшие программы-сотрудничества» (Алма-Ата), организованного телепрограммой «Крайности» телекомпании «Мир».
- С фильмом «Незаметная жизнь» он принял участие в международном кинофестивале «UpandComing» в Ганновере, Германия (2006).
- Международный кинофестиваль в Италии «Ischia» с фильмом «Мирный рассвет в Арцахе».
- Фестиваль документального кино «Восточное серебро» в Йиглаве, Чехия (2008).
- С 2007 по 2008 и 2013 годы с фильмами «Незаметная жизнь», «Мирный рассвет в Арцахе» и «Прерванное детство» он принимал участие на Международном кинофестивале «Золотой абрикос» в Ереване; за фильм «Сломанное детство» был награждён специальный призом им. Гранта Матевосяна.
- С фильмами «Сломанное детство» и «Теваник» он принял участие на 66-м Каннском кинофестивале в 2013 году.
- Во время всеармянского конкурса «Лучшая научная и творческая работа» Всемирного армянского конгресса и Союза Армении и России режиссёр был удостоен премии «Лучший сценарий» за фильм «Жизнь на границе», 2013 год.